# Consejo Mundial de Lucha Libre
Consejo Mundial de Lucha Libre, CMLL (z hiszp. Światowa rada Lucha libre) – meksykańska federacja Lucha libre założona w 1933 roku, do 1991 roku znana jako Empresa Mexicana de Lucha Libre. Jest to najstarsza, obecnie funkcjonująca federacja wrestlingu (po sprzedaży Jim Crockett Promotions w 1988 roku). Natomiast CMLL Anniversary Show jest najstarszą corocznie organizowaną galą. CMLL jest bardzo konserwatywną federacją, w której rzadko rozgrywane są gimmick matche.
CMLL Super Viernes jest cotygodniową galą federacji, która jest organizowana co piątek w Arena México od 1933 roku.
W 1992 roku Antonio Peña w wyniku ignorowania jego pomysłów odszedł z federacji i założył Asistencia Asesoría y Administración.

## Organizowane wydarzenia

### Ważniejsze gale
- Fantastica Mania (od 2011, gala wspólna z New Japan Pro Wrestling)
- Homenaje a Dos Leyendas (od 1996, upamiętnienie 2 legend, z których jedną jest Salvador Lutteroth, a druga zmienia się corocznie)
- Infierno en el Ring (od 2008, na gali odbywa się dziesięcioosobowy steel cage elimination match którego przegrany jest zmuszany do zdjęcia maski)
- CMLL Anniversary Show (od 1934, najważniejsza gala federacji, main eventem jest zwykle mask vs mask match)
- Sin Piedad (od 2000, gala kończąca rok)
- Juicio Final (od 1991)
- Sin Salida (od 2009)

### Obecnie organizowane turnieje
- Campeonato Universal (turniej, w którym udział biorą wszyscy mistrzowie federacji, rywalizujący o specjalny pas)
- Leyenda de Azul (dla upamiętnienia Blue Demona)
- Leyenda de Plata (dla upamiętnienia El Santo)
- Reyes del Aire (turniej dla highflyer'ów)
- Pequeños Reyes del Aire (turniej dla karłów)
- Torneo Gran Alternativa (turniej tag teamów)
- Torneo Nacional de Parejas Increibles (turniej tag teamów, w którym tecnico walczy w jednym zespole z rudo)
- La Copa Junior (turniej juniorów)
- En Busca de un Ídolo (turniej debiutantów)

## Mistrzostwa

### Mistrzostwa świata
| Mistrzostwo                                       | Obecny mistrz | Obecny mistrz                                    | Data              | Poprzedni mistrz                              |
| ------------------------------------------------- | ------------- | ------------------------------------------------ | ----------------- | --------------------------------------------- |
| CMLL World Heavyweight Championship               |               | Gran Guerrero                                    | 7 listopada 2022  | Hechicero                                     |
| CMLL World Light Heavyweight Championship         |               | Averno                                           | 29 marca 2024     | Bárbaro Cavernario                            |
| CMLL World Middleweight Championship              |               | Templario                                        | 12 maja 2023      | Dragon Rojo Jr.                               |
| CMLL World Welterweight Championship              |               | Titán                                            | 8 grudnia 2019    | El Soberano                                   |
| CMLL World Lightweight Championship               |               | Stigma                                           | 15 marca 2022     | Wakat                                         |
| CMLL World Mini-Estrellas Championship            |               | Último Dragoncito                                | 17 listopada 2023 | Mercurio                                      |
| CMLL World Micro-Estrellas Championship           |               | Tengu                                            | 1 stycznia 2025   | Wakat                                         |
| CMLL World Tag Team Championship                  |               | Los Hermanos Chavez (Ángel de Oro i Niebla Roja) | 23 stycznia 2022  | Titán i Volador Jr.                           |
| CMLL World Trios Championship                     |               | El Sky Team (Máscara Dorada, Místico and Neón)   | 16 maja 2025      | Los Infernales (Euforia, Averno and Mephisto) |
| CMLL World Women’s Championship                   |               | Mercedes Moné                                    | 18 czerwca 2025   | Zeuxis                                        |
| CMLL World Women’s Tag Team Championship          |               | Lluvia i La Jarochita                            | 21 marca 2025     | Wakat                                         |
| NWA World Historic Light Heavyweight Championship |               | Atlantis Jr.                                     | 4 lutego 2023     | Stuka Jr.                                     |
| NWA World Historic Middleweight Championship      |               | Flip Gordon                                      | 15 listopada 2024 | Wakat                                         |
| NWA World Historic Welterweight Championship      |               | Máscara Dorada                                   | 16 grudnia 2023   | Rocky Romero                                  |

### Mistrzostwa krajowe
| Mistrzostwo                                     | Obecny mistrz                                                 | Data             | Poprzedni mistrz                                     |
| ----------------------------------------------- | ------------------------------------------------------------- | ---------------- | ---------------------------------------------------- |
| Mexican National Heavyweight Championship       | Akuma                                                         | 28 marca 2025    | Star Black                                           |
| Mexican National Light Heavyweight Championship | Esfinge                                                       | 25 maja 2023     | Angel de Oro                                         |
| Mexican National Middleweight Championship      | Guerrero Maya, Jr.                                            | 2 czerwca 2023   | Wakat                                                |
| Mexican National Welterweight Championship      | Magia Blanca                                                  | 24 czerwca 2022  | Wakat                                                |
| Mexican National Lightweight Championship       | Rayo Metalico                                                 | 27 września 2024 | Futuro                                               |
| Mexican National Tag Team Championship          | Los Depredadores (Magnus i Rugido)                            | 9 lipca 2023     | Esfinge i Fugaz                                      |
| Mexican National Trios Championship             | Los Viajeros Del Espacio (Futuro, Max Star i Hombre Bala Jr.) | 9 lipca 2024     | Los Indestructibles (Apocalipsis, Cholo i Disturbio) |
| Mexican National Women's Championship           | India Sioux                                                   | 7 marca 2025     | Sanely                                               |
| Mexican National Women's Tag Team Championship  | Andromeda i Skadi                                             | 8 marca 2024     | Las Chicas Indomables (La Jarochita i Lluvia)        |

### Mistrzostwa regionalne
| Mistrzostwo                              | Obecny mistrz                                            | Data             | Poprzedni mistrz                   |
| ---------------------------------------- | -------------------------------------------------------- | ---------------- | ---------------------------------- |
| CMLL Arena Coliseo Tag Team Championship | El Triangulo (El Hijo del Villano III i Villano III Jr.) | 6 kwietnia 2024  | La Ola Negra (Akuma i Espanto Jr.) |
| CMLL Rey Del Inframundo Championship     | Difunto                                                  | 1 listopada 2024 | El Barbaro Cavernario              |
| Occidente Heavyweight Championship       | Bestia Negra                                             | 1 marca 2022     | Exterminador                       |
| Occidente Middleweight Championship      | Zandokan Jr.                                             | 22 lutego 2022   | Principe Daniel                    |
| Occidente Tag Team Championship          | Dulce Garnedia i La Fashion                              | 2 stycznia 2024  | Furia Roja i Guerrero de la Noche  |
| Occidente Trios Championship             | Furia Roja, Guerrero de la Muerte i Rafaga               | 20 maja 2025     | Crixus, Difunto i Raider           |
| Occidente Women's Championship           | Lluvia                                                   | 23 kwietnia 2024 | Dark Silueta                       |
| Occidente Women's Tag Team Championship  | Las Infernales (Dark Silueta i Zeuxis)                   | 7 stycznia 2025  | Wakat                              |

### Współpromowane mistrzostwa
| Mistrzostwo                     | Obecny mistrz | Data         | Poprzedni mistrz |
| ------------------------------- | ------------- | ------------ | ---------------- |
| CMLL Japan Women's Championship | Lluvia        | 1 marca 2025 | Unagi Sayaka     |